# شون كوستيلو (كاتب)
شون كوستيلو هو كاتب كندي، ولد في 1951.